# Combretum tarquense
Combretum tarquense är en tvåhjärtbladig växtart som beskrevs av J. J. Clark. Combretum tarquense ingår i släktet Combretum och familjen Combretaceae. Inga underarter finns listade i Catalogue of Life.